# Blackout!
Blackout! è il primo album in studio del duo hip hop statunitensi Method Man & Redman, pubblicato il 20 settembre 1999 dalla Def Jam Recordings.
Nel 2000 il disco è certificato di platino dalla RIAA. Il secondo album del duo, Blackout! 2, è stato pubblicato nel 2009.
| Recensione | Giudizio |
| ---------- | -------- |
| AllMusic   | [ 1 ]    |

## Tracce
1. A Special Joint (Intro) – 1:28 (Clifford Smith, Reggie Noble)
2. Blackout – 3:39 (Smith, Noble, Erick Sermon)
3. Mi Casa – 2:57 (Smith, Noble, Sermon)
4. Y.O.U. – 3:55 (Smith, Noble, Sermon)
5. 4 Seasons (feat. LL Cool J e Ja Rule) – 4:04 (Smith, Noble, Sermon, James Smith, Jeffrey Atkins)
6. Cereal Killer (feat. Blue Raspberry) – 3:57 (Smith, Noble, Robert Diggs)
7. Da Rockwilder – 2:19 (Smith, Noble, Dana Stinson)
8. Tear It Off – 4:10 (Smith, Noble, Sermon)
9. Where We At (Skit) – 1:53 (Smith, Noble)
10. 1, 2, 1, 2 – 4:30 (Smith, Noble, George Spivey)
11. Maaad Crew – 4:17 (Smith, Noble, Sermon)
12. Run 4 Cover (feat. Ghostface Killah e Streetlife) – 3:49 (Smith, Noble, Diggs, Dennis Coles, Patrick Charles)
13. The ? – 4:50 (Smith, Noble)
14. Dat's Dat **** (feat. Mally G e Young Zee) – 4:02 (Smith, Noble, Ronald Bean, Jamal Phillips, Young Zee)
15. Cheka – 2:49 (Smith, Noble, Aubrey Williams)
16. Fire Ina Hole – 4:21 (Smith, Noble, Bean)

Tracce bonus
1. Well All Rite Cha – 4:11 (Noble, Sermon, Smith)
2. Big Dogs – 3:28 (Smith, Noble, Sermon)
3. How High – 4:33 (Noble, Sermon, Smith)

## Classifiche
| Classifica (1999) | Posizione massima |
| ----------------- | ----------------- |
| Canada            | 3                 |
| Francia           | 33                |
| Germania          | 36                |
| Paesi Bassi       | 36                |
| Regno Unito       | 45                |
| Stati Uniti       | 3                 |